# Bergsartiklar
Bergsartiklar är en äldre benämning på stadgar som innefattade speciallagstiftning angående gruvlagstiftningen i landet eller driften av en särskild gruva, ett berg.
De äldsta bergsartiklarna är kung Albrekt av Mecklenburg från år 1368 för Norbergs bergslag.